# اللوزي (كفر سعد)
اللوزي هي إحدى قرى مركز كفر سعد التابع لمحافظة دمياط بجمهورية مصر العربية.